# 8857 Cercidiphyllum
A 8857 Cercidiphyllum (ideiglenes jelöléssel 1991 PA7) a Naprendszer kisbolygóövében található aszteroida. Eric Walter Elst fedezte fel 1991. augusztus 6-án.